# Гринчуки
Гринчуки́ — село у Львівському районі Львівської області. Належить до Добросинсько-Магерівської сільської громади.

## Історія
До 1940 року Гринчуки входили до складу присілку Бір села Кунин[джерело?].